# Tafisa-A Seca
Tafisa-A Seca es un amplio barrio integrado situado en la parte nororiental de la ciudad española de Pontevedra compuesto por la conjunción de los barrios de Tafisa y A Seca. 

## Localización
El barrio de Tafisa-A Seca está situado al noreste de la ciudad de Pontevedra. Limita al norte con el río Lérez y la Avenida de Buenos Aires, al sur con el barrio de Valdecorvos, al oeste con la calle Padre Fernando Olmedo y al este con el barrio de Santa Margarita.

## Etimología
El nombre de A Seca hace referencia al terreno que quedaba durante la bajamar, cuando la zona occidental de Tafisa aún era marisma y se inundaba con la marea alta. Por su parte, el nombre de Tafisa proviene de la fábrica de origen sueco que operó en esta área durante la segunda mitad del siglo XX.

## Historia
El barrio de A Seca fue el primero en urbanizarse en la zona, ya que se encontraba en la parte libre de marismas y protegida de la subida del nivel del mar a causa de las mareas. La calle de A Seca, que sigue el trazado del Camino Viejo de Castilla, la principal salida de la ciudad hacia Castilla hasta el siglo XIX, marcaba el límite norte del barrio. Al este de esta calle se desarrolló el núcleo residencial de A Seca, conocido por sus viviendas sociales. La urbanización de este barrio, compuesto por casas de bajo y una planta, comenzó a finales de los años cincuenta del siglo XX y fue promovida por la Obra Sindical del Hogar.
En 1956 comenzó la construcción de la fábrica de tableros de fibra y aglomerados de madera de Tafisa, de capital sueco, a orillas del río Lérez, justo al norte de la calle de A Seca. La planta comenzó a operar en 1958 y permaneció en funcionamiento durante varias décadas, hasta que cerró en 2002, cuando la producción se trasladó al polígono industrial de A Reigosa.
El 8 de agosto de 1966 entró en servicio el nuevo trazado ferroviario en la ciudad, lo que dividió el barrio de A Seca en dos. A lo largo de las décadas siguientes, se fueron construyendo edificios a lo largo de la calle de A Seca, conocida durante años como calle de Bernardino Fondevila, que servía de salida hacia Monte Porreiro y la carretera de Orense. En 1995, la inauguración de la calle de ronda José Malvar cohesionó esta zona de la ciudad, facilitando la conexión de A Seca y Tafisa con el norte de la ciudad, a través del río Lérez, gracias al Puente de los Tirantes, también inaugurado ese mismo año.
En 2002, la calle Bernardino Fondevila, que era popularmente conocida como calle de A Seca, recuperó oficialmente la denominación de A Seca.
En 2011, tras diversas tramitaciones administrativas para urbanizar los terrenos de la antigua Tafisa, comenzaron las obras de urbanización, que finalizaron en 2015. Este nuevo barrio, con amplias calles, zonas verdes y un gran parque, se integró en la trama urbana. En 2019 comenzaron a levantarse los dos primeros edificios del barrio, y la construcción de más edificaciones continuó a partir de 2020.
En 2012 se cubrió la vía férrea a su paso por el núcleo de viviendas de A Seca, lo que permitió una mejor integración del barrio en la trama urbana. En 2018 se inauguró el pequeño parque anexo al Camino Viejo de Castilla en las inmediaciones del Centro Gallego de Tecnificación Deportiva. En 2022 la artista coruñesa Julia Lago realizó un mural de homenaje a la lectura en el barrio de Tafisa con motivo de la celebración del Salón del Libro Infantil y Juvenil en la ciudad. En 2024 se procedió a la inauguración en ese mismo barrio de un parque de calistenia con distintos aparatos.

## Descripción

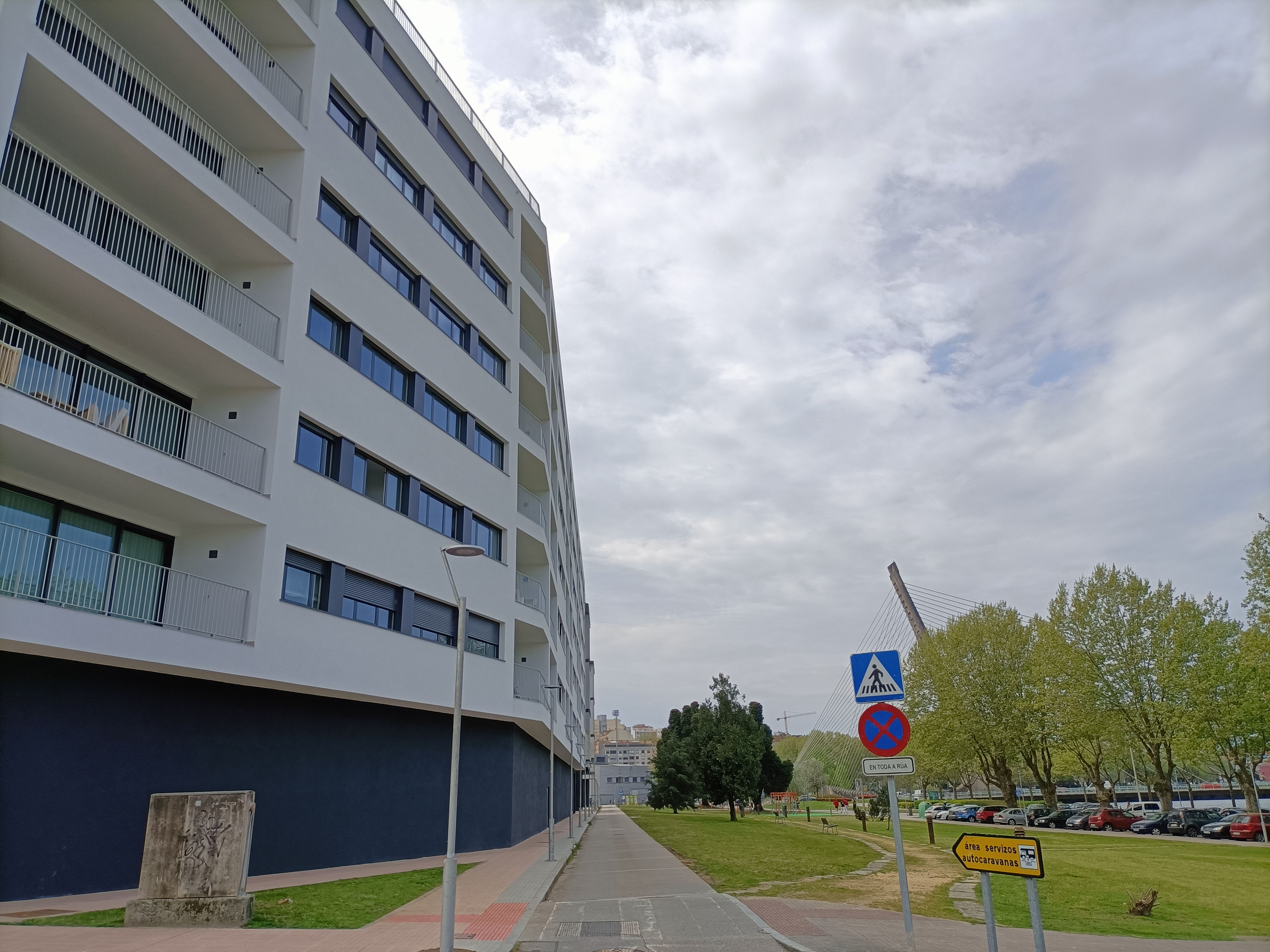
Calle Dolores Trabado

El barrio se estructura en dos áreas distintas: Tafisa y A Seca, integradas de forma cohesionada gracias a las conexiones que ofrecen las calles A Seca, Ernestina Otero y José Malvar.
En el extremo norte se extiende el barrio más reciente de Tafisa, una zona moderna concebida en la segunda década del siglo XXI y caracterizada por su diseño urbano que favorece el tránsito peatonal. Delimitado por la avenida de Buenos Aires, y las calles José Malvar y Ernestina Otero, este entorno destaca por sus amplios espacios abiertos, zonas verdes, un parque infantil y el gran parque de Tafisa, que abarca 23.000 metros cuadrados. Los primeros edificios construidos siguen líneas racionalistas. El barrio cuenta también con un parque de calistenia en una de sus áreas ajardinadas.
Más al sur, el barrio de A Seca, de raíces populares y durante años situado en la periferia urbana, presenta en la actualidad un carácter residencial consolidado. Su núcleo de viviendas sociales prioriza el tránsito peatonal, integrando zonas ajardinadas, espacios de esparcimiento y áreas de estacionamiento. En 2012 se incorporó una amplia plaza de 4.000 metros cuadrados sobre la cubierta de la vía férrea, que contribuye a la cohesión del entorno. El barrio está compuesto por 150 viviendas distribuidas en 23 bloques de una planta y bajo, y cuenta con una población de aproximadamente 500 habitantes. Anexa al Centro Gallego de Tecnificación Deportiva se encuentra una zona verde con arbolado, senderos y bancos.

## Galería

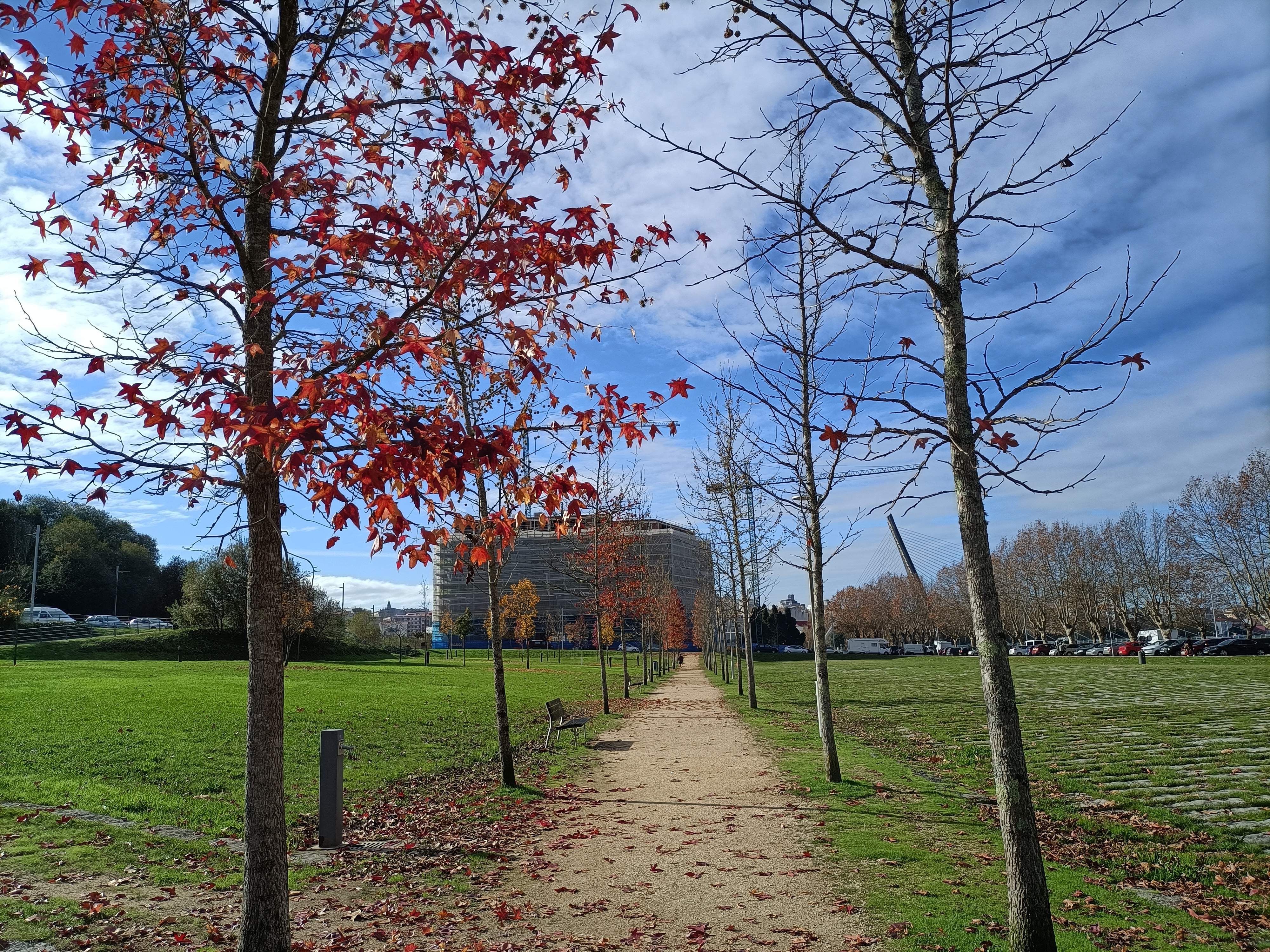
Sendero central del parque de Tafisa
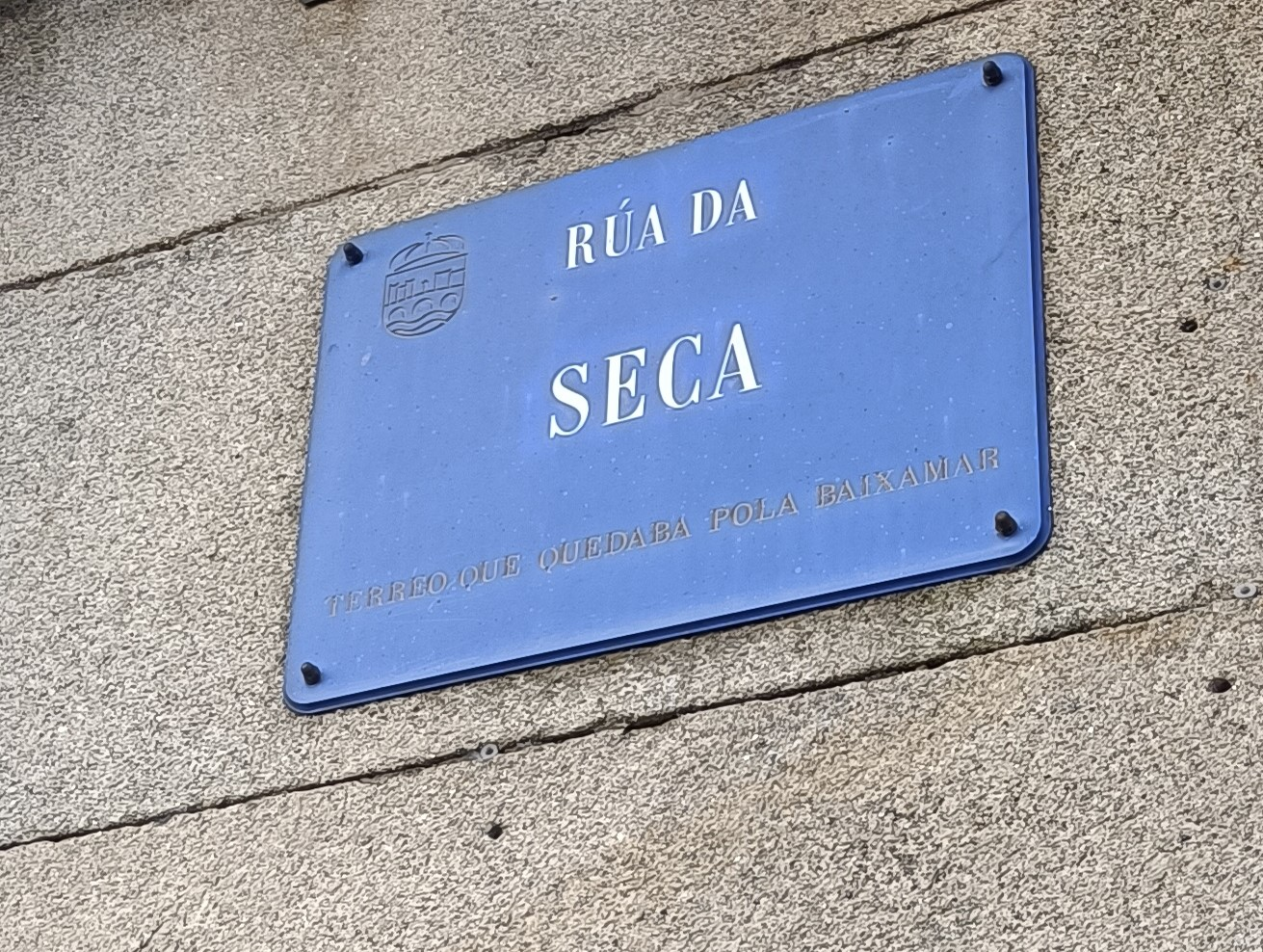
Placa de la calle A Seca con la etimología correspondiente
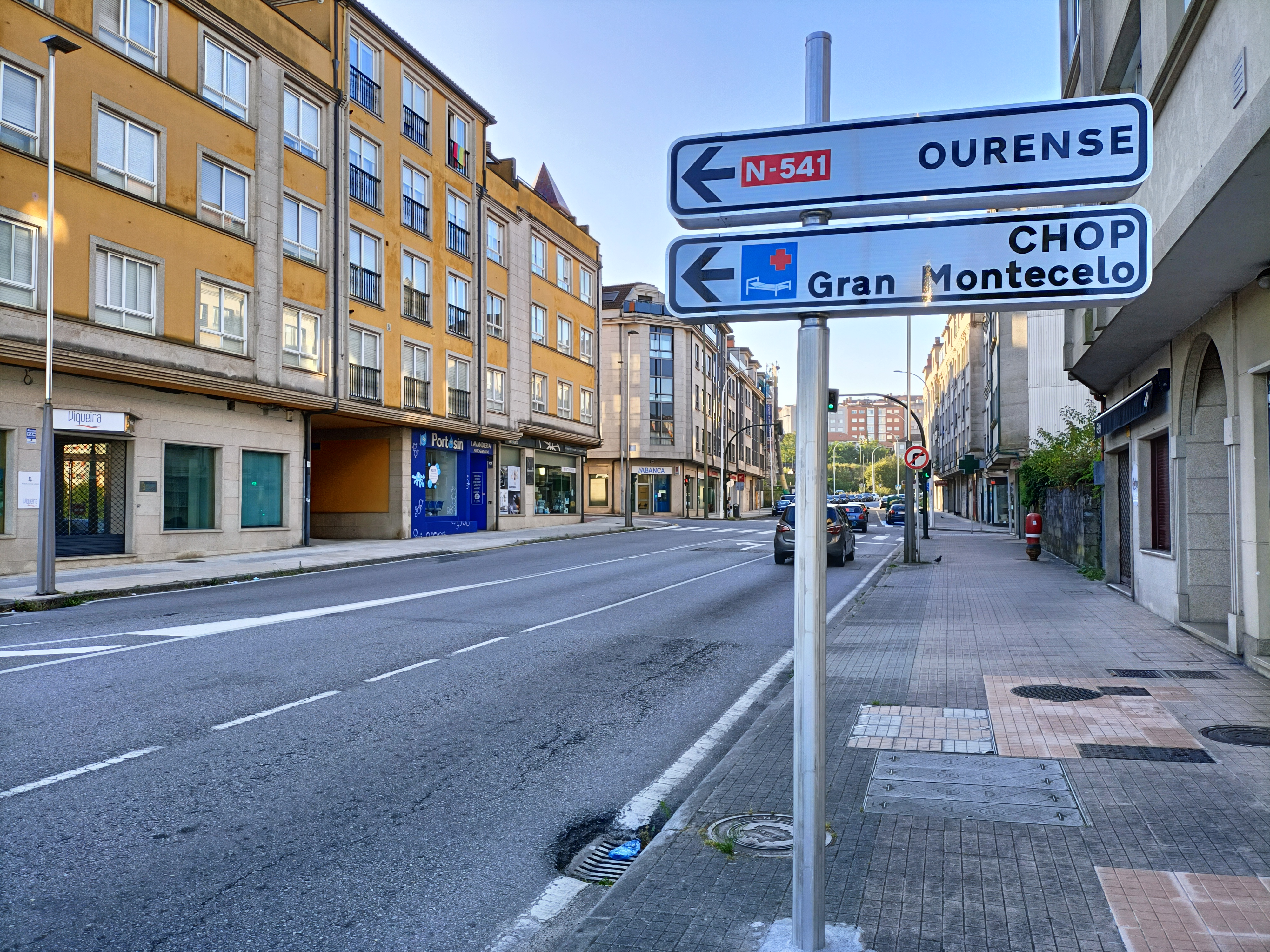
Calle José Malvar
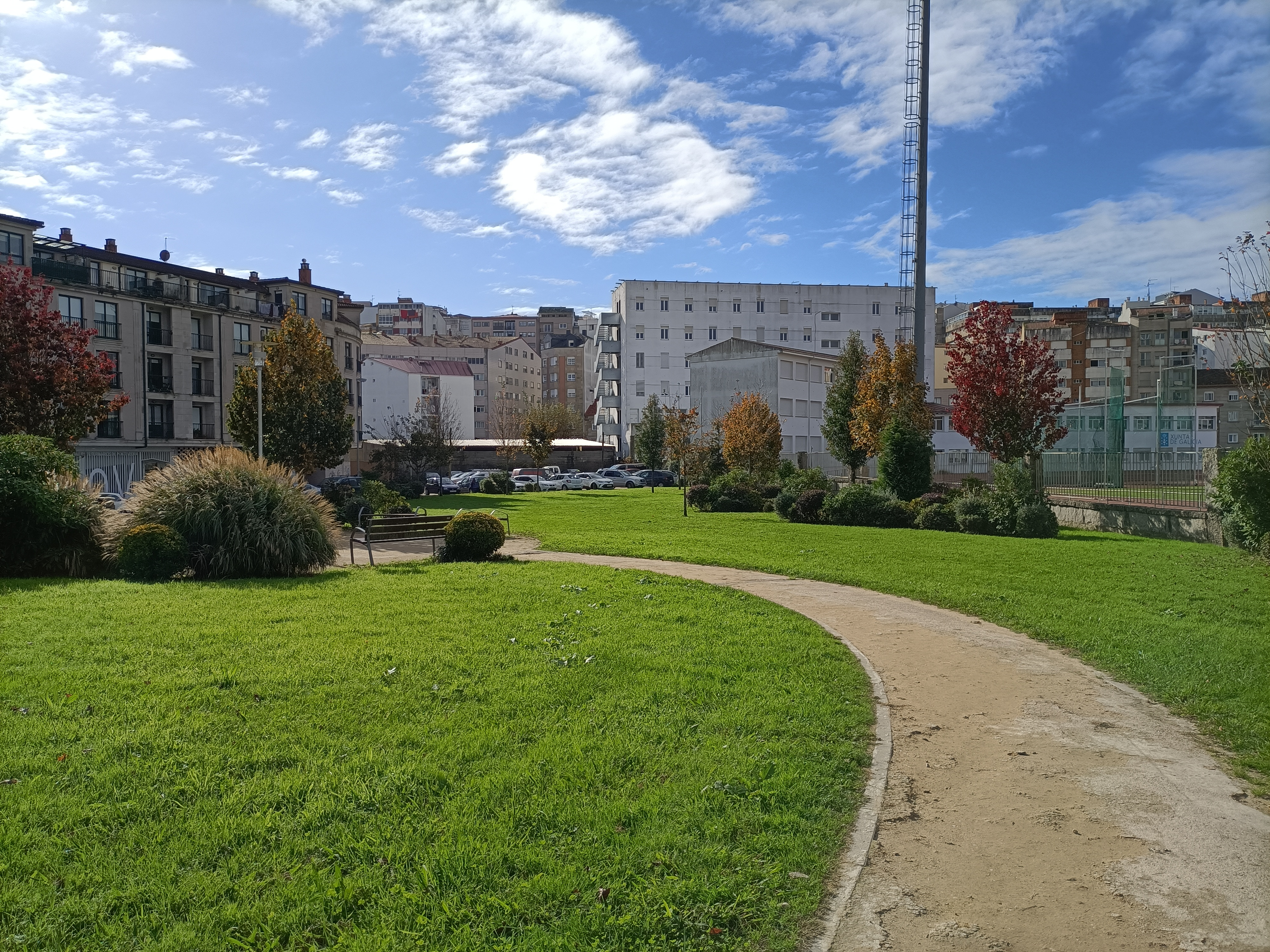
Zona verde anexa al Camino Viejo de Castilla
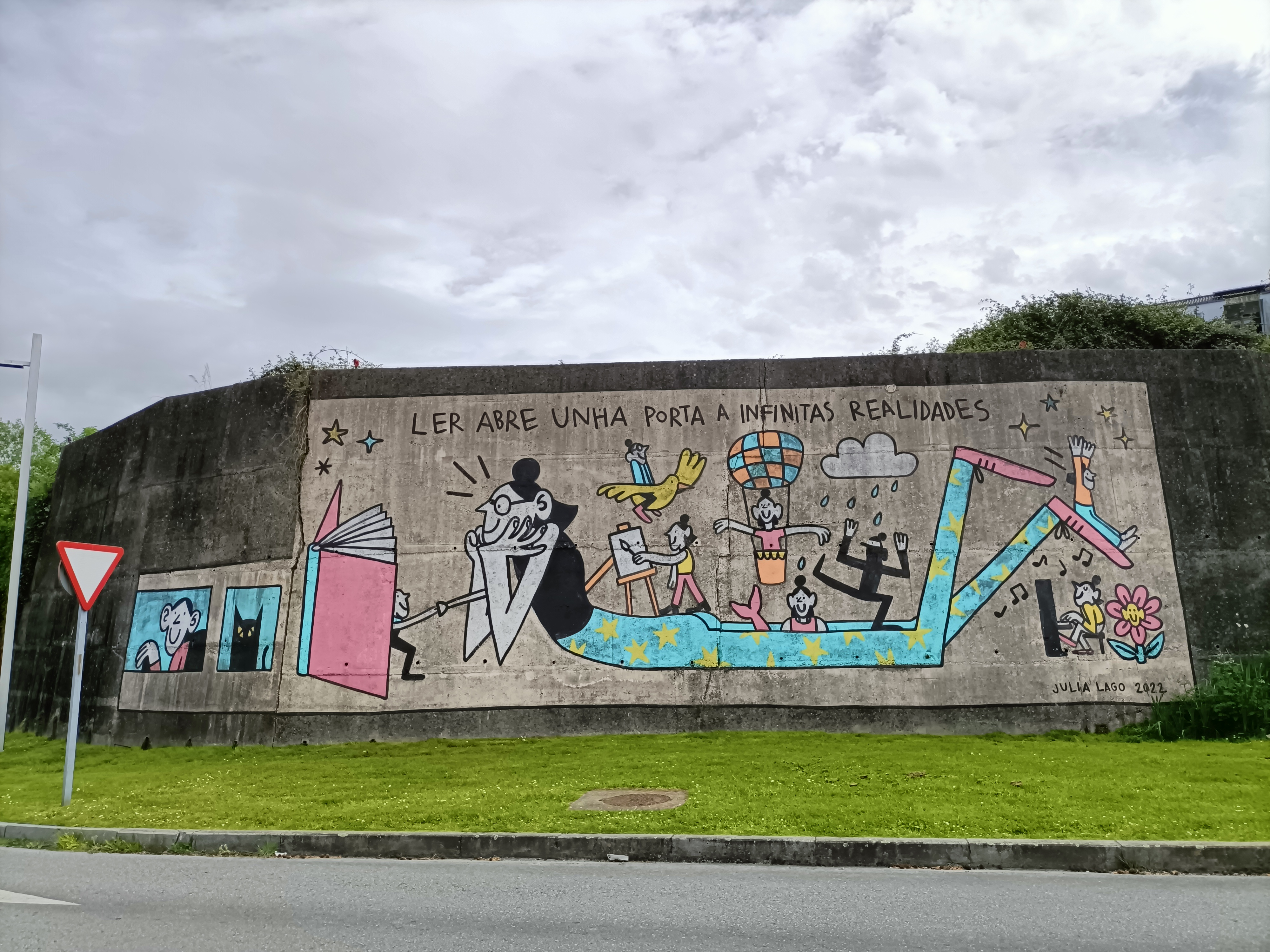
Mural de homenaje a la lectura en Tafisa
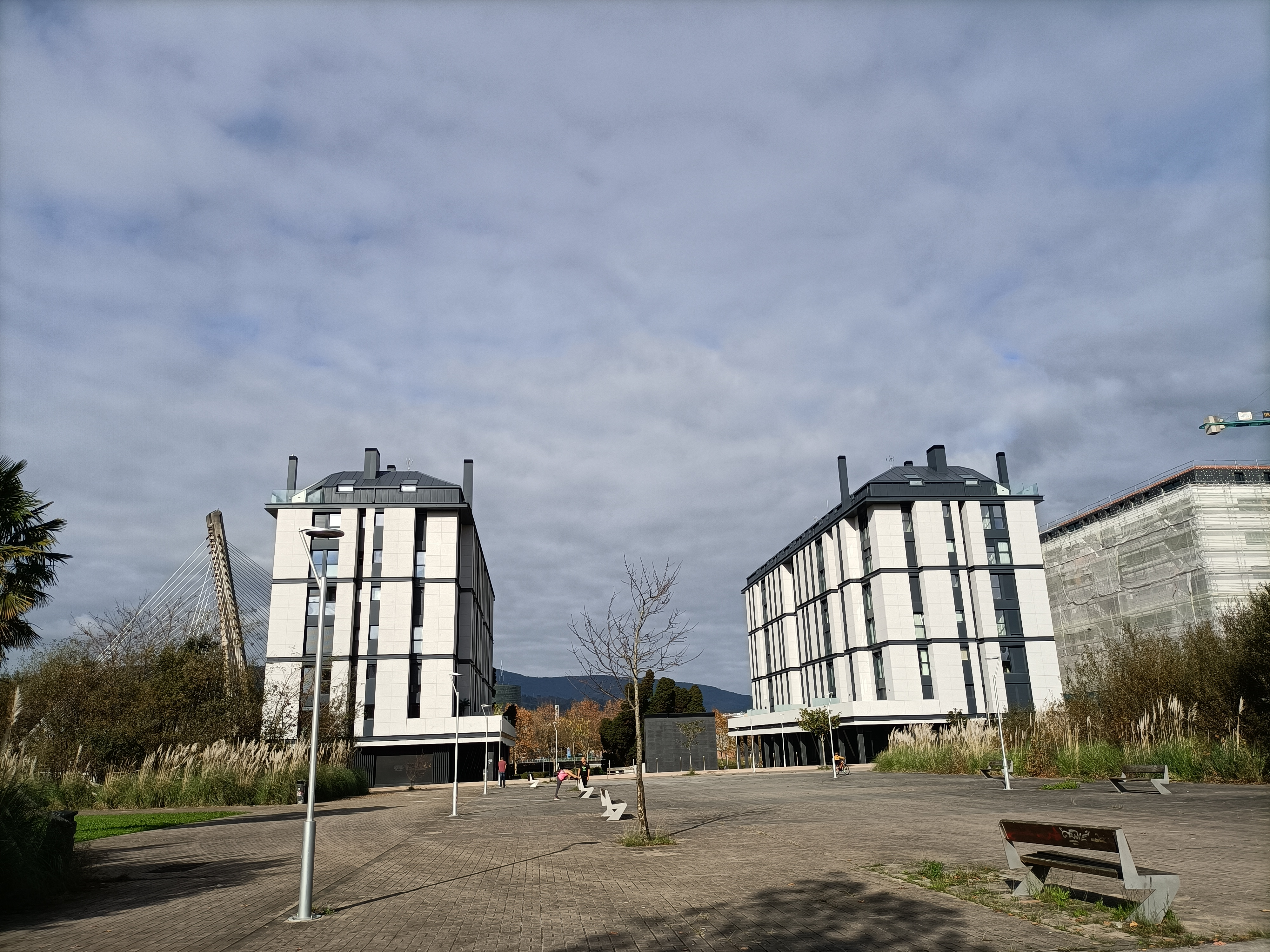
Edificios racionalistas en Tafisa
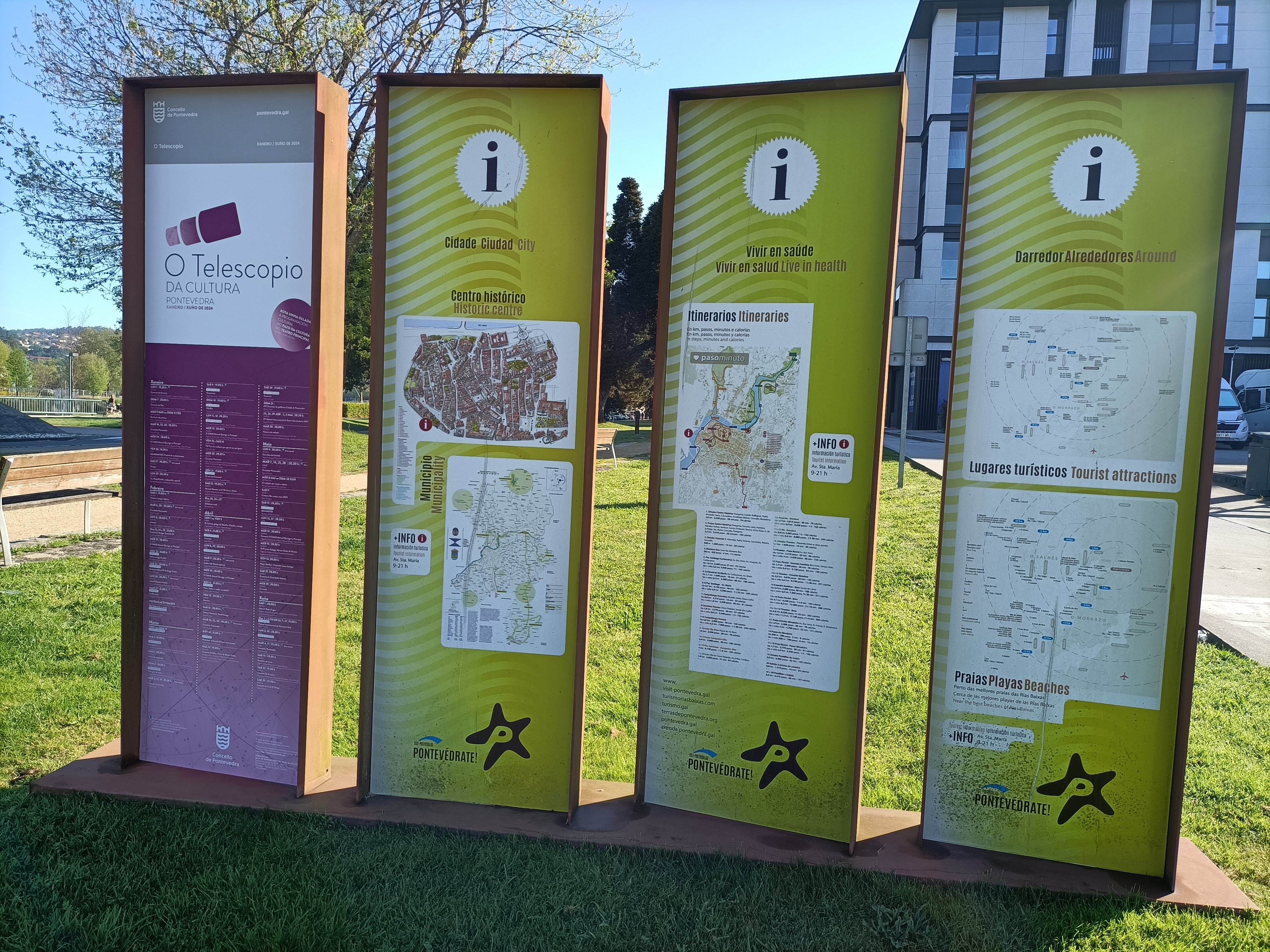
Paneles turísticos en Tafisa
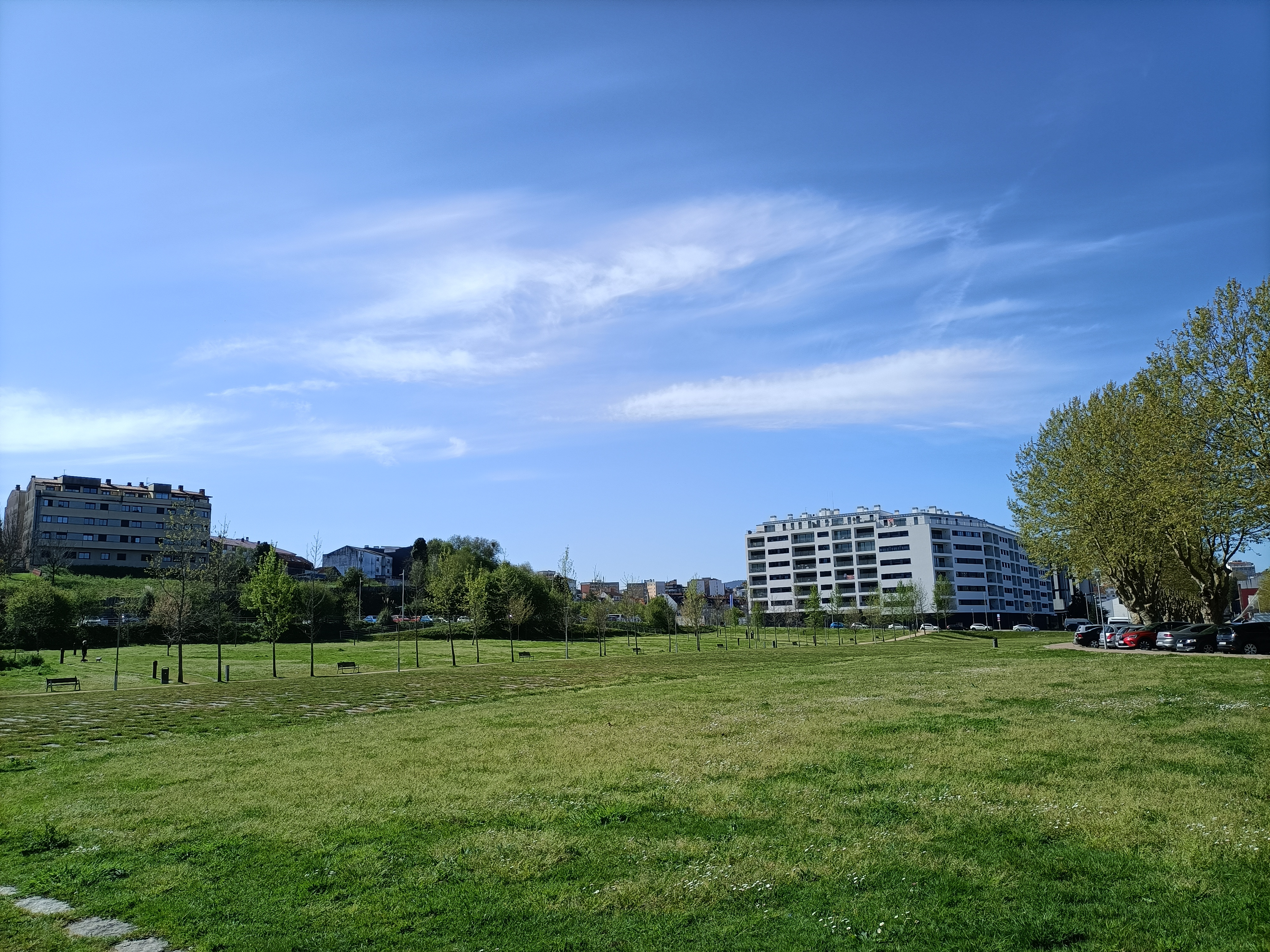
Parque de Tafisa
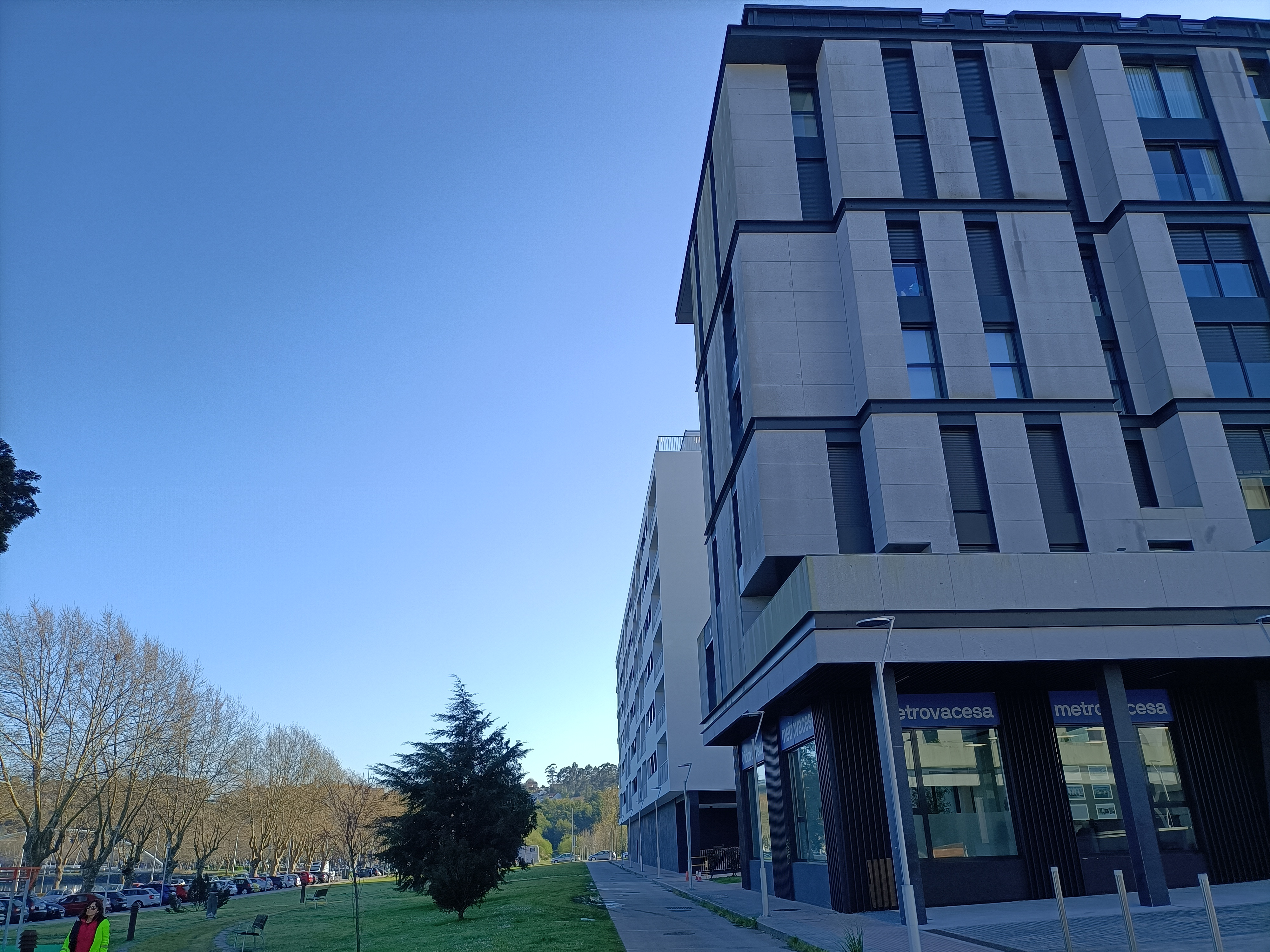
Zonas verdes en el barrio de Tafisa
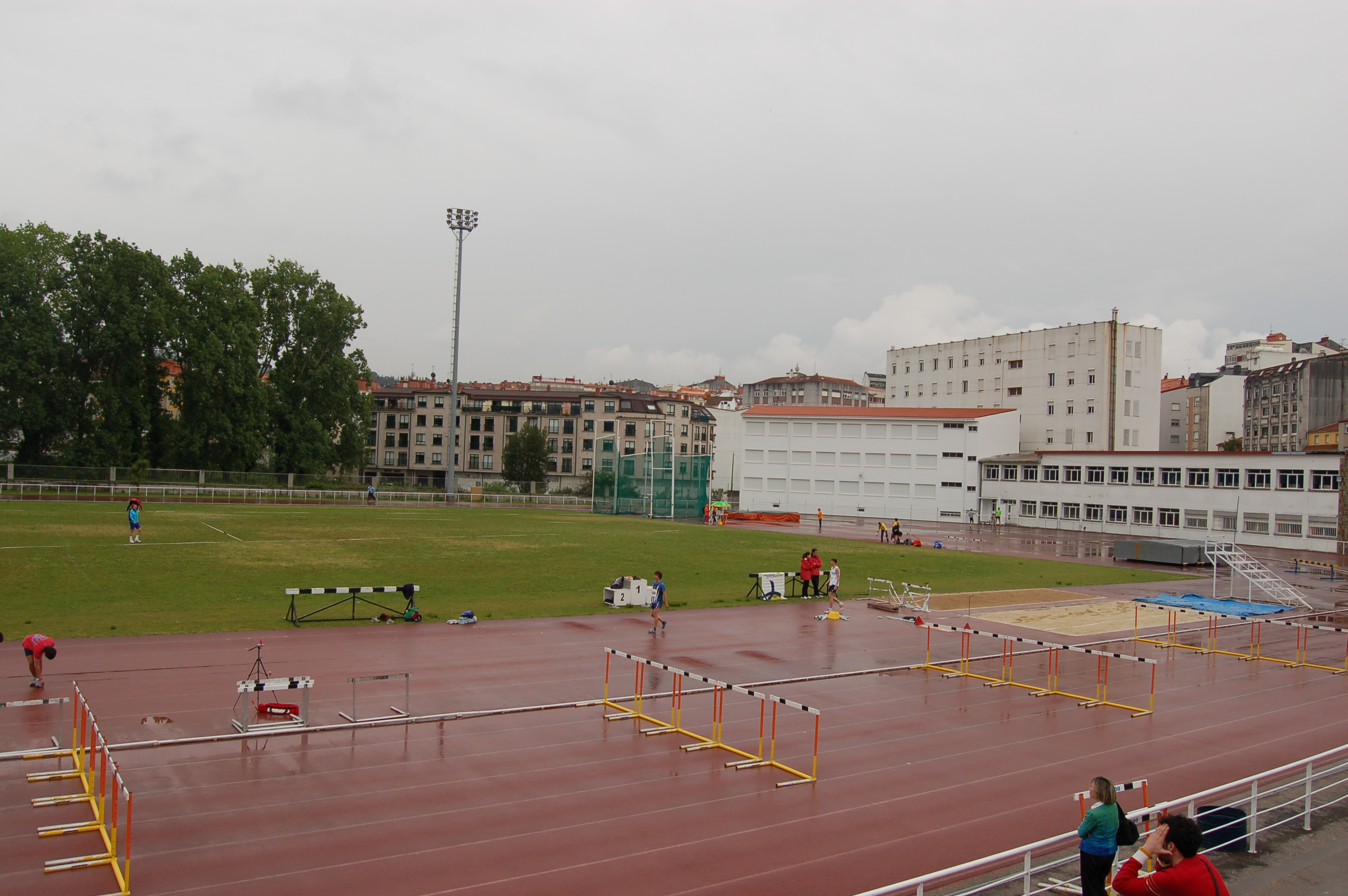
Instalaciones del Centro Gallego de Tecnificación Deportiva
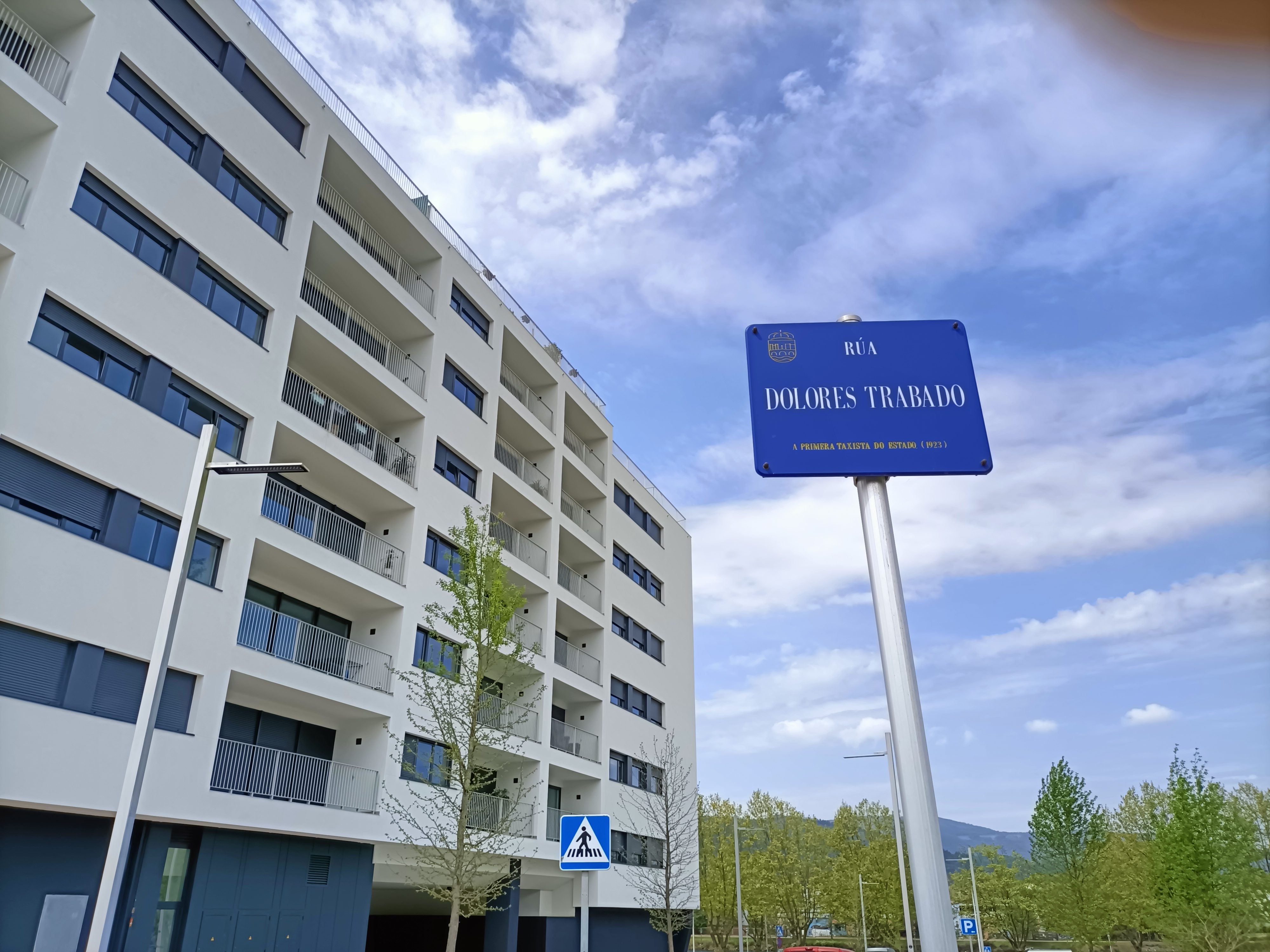
Calle Dolores Trabado
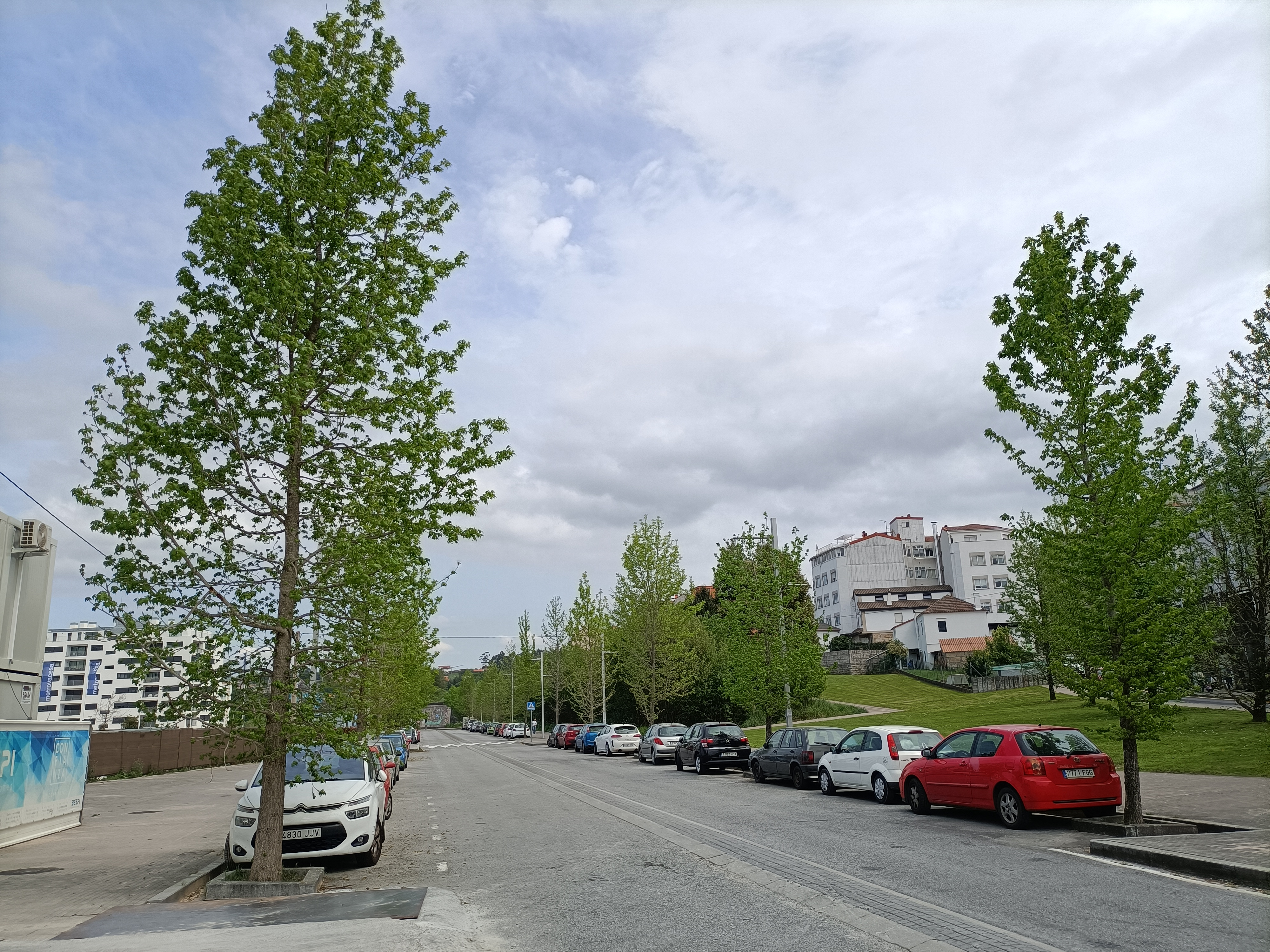
Calle Ernestina Otero
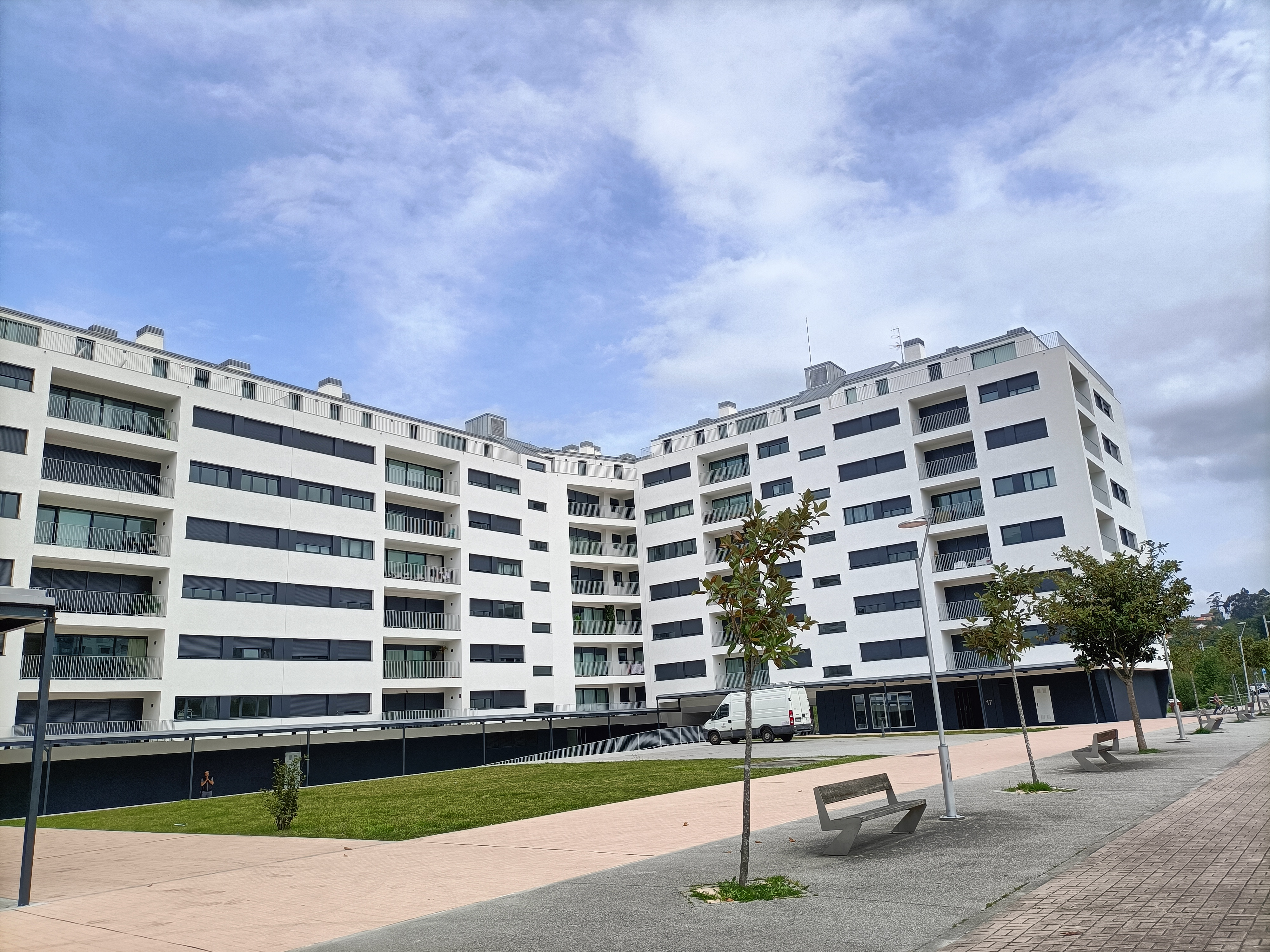
Edificio en Tafisa